# Sint-Remigiuskerk (Suderburg)
De Sint-Remigiuskerk (Duits: St.-Remigius-Kirche) is een vakwerkkerk in Suderburg op de Lüneburger Heide. Het 18e-eeuwse kerkgebouw heeft een opvallende ronde klokkentoren, die omstreeks het jaar 1000 van veldstenen werd gebouwd.

## De toren

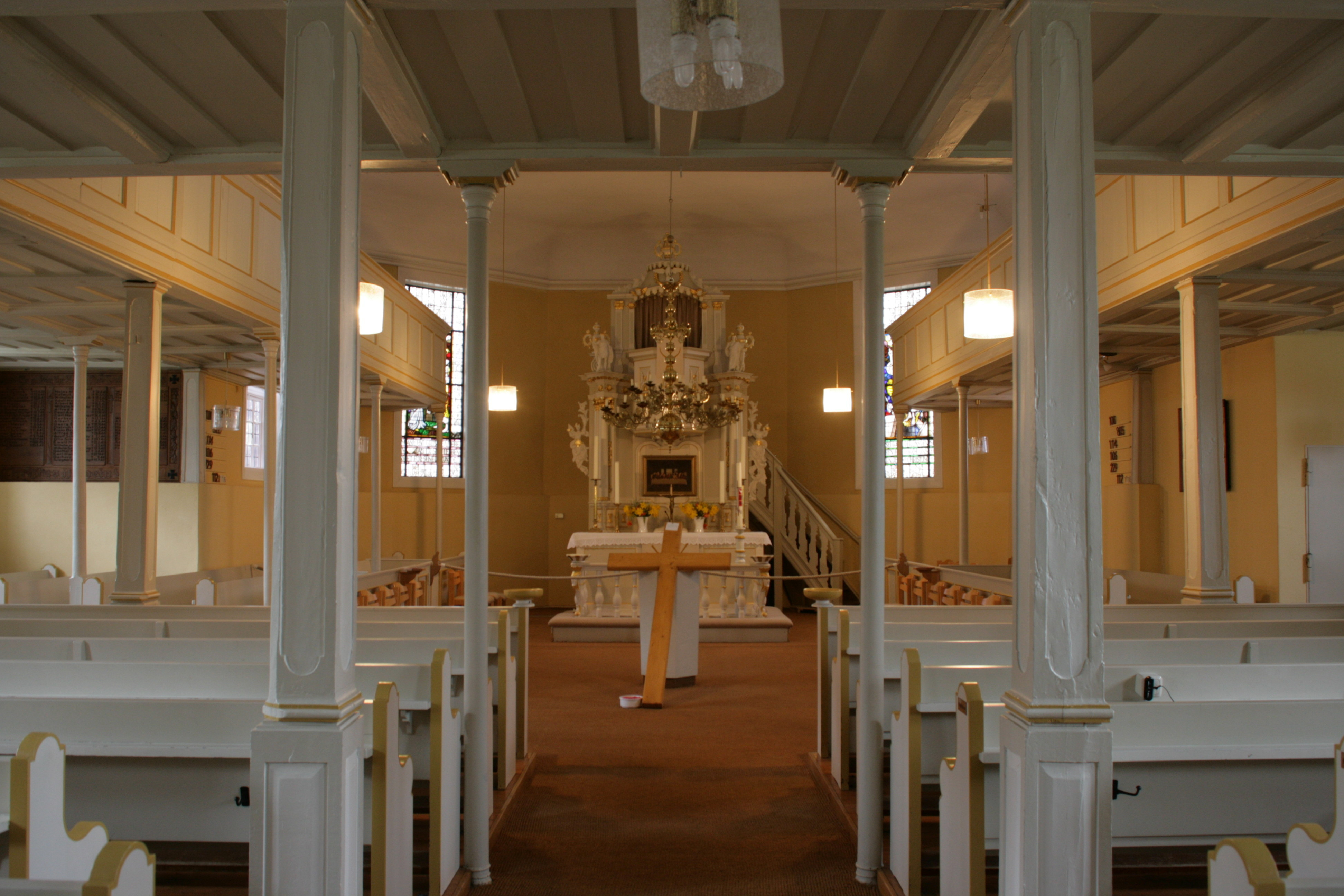
Interieur

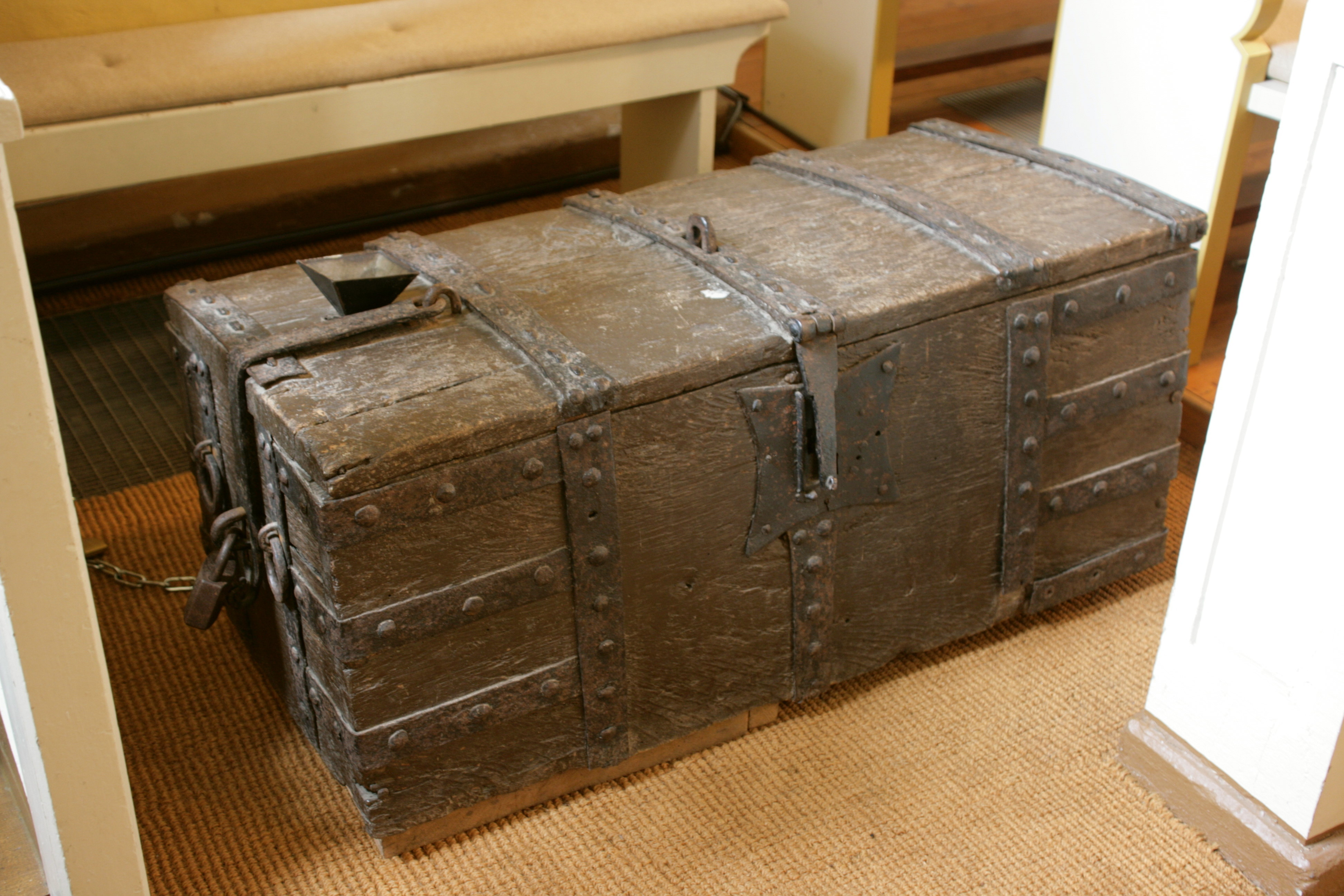
Oeroude kist

De kerktoren is een restant van een burcht, waar al in het jaar 1004 over werd geschreven. Sporen in de toren geven aan dat de toren oorspronkelijk vier verdiepingen kende. De bovenste verdieping ging echter verloren. Na het opgeven van de burcht werd de burchttoren als kerktoren in gebruik genomen. Vergelijkbare, maar jongere stenen torens uit de 12e en vroeg 13e eeuw staan in Salzhausen en Betzendorf. Voor 1530 had de toren al een uurwerk; het huidige uurwerk van de toren dateert echter uit 1884. Binnen de muren van de toren werd nog een houten toren opgetrokken, om zo het buitenste muurwerk van steen te beschermen voor schade door de trillingen bij het luiden van de klokken. Een in Lüneburg gegoten bronzen klok draagt het inschrift Dorch dat für bin ick geflaten Pawel Vos hat mi dorch Gottes Hülpe gegaten Anno 1607 (Door het vuur ben ik gesmolten, Paul Voss heeft mij door Gods hulp gegoten).

## De kerk
De eerste kerk op deze plaats diende vermoedelijk als burchtkapel. Over de verdere bouwontwikkeling van deze kerk is weinig bekend. In het jaar 1753 werd het bouwvallige kerkschip gesloopt en door de huidige vakwerkkerk vervangen. Het barokke interieur met een kanselaltaar en galerijen is geheel bewaard gebleven. De toren moest toen al met steunberen staande worden gehouden. De kerk bezit een met ijzer beslagen, als offerblok aangepaste kist uit circa 1303.